# Плита Исследователя
Плита Исследователя — является океанской тектонической плитой под Тихим океаном и на западном побережье острова Ванкувер Канада. На востоке плита Исследователя испытывает субдукцию под Северо-Американскую плиту. На юге имеет трансформную границу зону разломов Сованко, отделяющий плиту Исследователя от Тихоокеанской плиты. На юго-востоке трансформная граница — разлом Нутка отделяет её от плиты Хуан де Фука. На северо-западе дивергентный предел с Тихоокеанской плитой образует хребет Исследователя. Плита Исследователя — один из северных остатков плиты Фараллон.